# Giwi Dawidowi
Giwi Davidowi (gruz. გივი დავიდოვი; ur. 29 marca 1989) – gruziński, a od 2016 włoski zapaśnik walczący w stylu wolnym.
Zajął ósme miejsce na mistrzostwach świata w 2019 i dziewiąte na mistrzostwach Europy w 2017, 2019 i 2021. Jedenasty na igrzyskach europejskich w 2019. Jedenasty w indywidualnym Pucharze Świata w 2020. Ósmy w Pucharze Świata w 2013 roku.